# 原友胤
原 友胤（はら ともたね　生没年不詳）は戦国武将である。
友胤は、胤継の子とも言われている（諸説あり）官途名は能登守を名乗った。
1517年10月、小弓城が落城した際、友胤は下総から逃れ、甲斐の武田信昌のもとへ身を寄せた。信昌に足軽大将として召し抱えられた友胤は、嫡男に武田信虎の偏諱を与え、「虎胤」と名乗らせた。虎胤は後に、武田信玄の重臣となっている。
原友胤の出自については諸説あるものの、武田家に仕えたことで、その子孫が武田家の重要な役割を担うようになった。